# Стабруцький ринок
Стабруцький ринок (англ. Stabroek Market) — великий ринок, розташований у Джорджтауні, столиці Гаяни.

## Будівництво

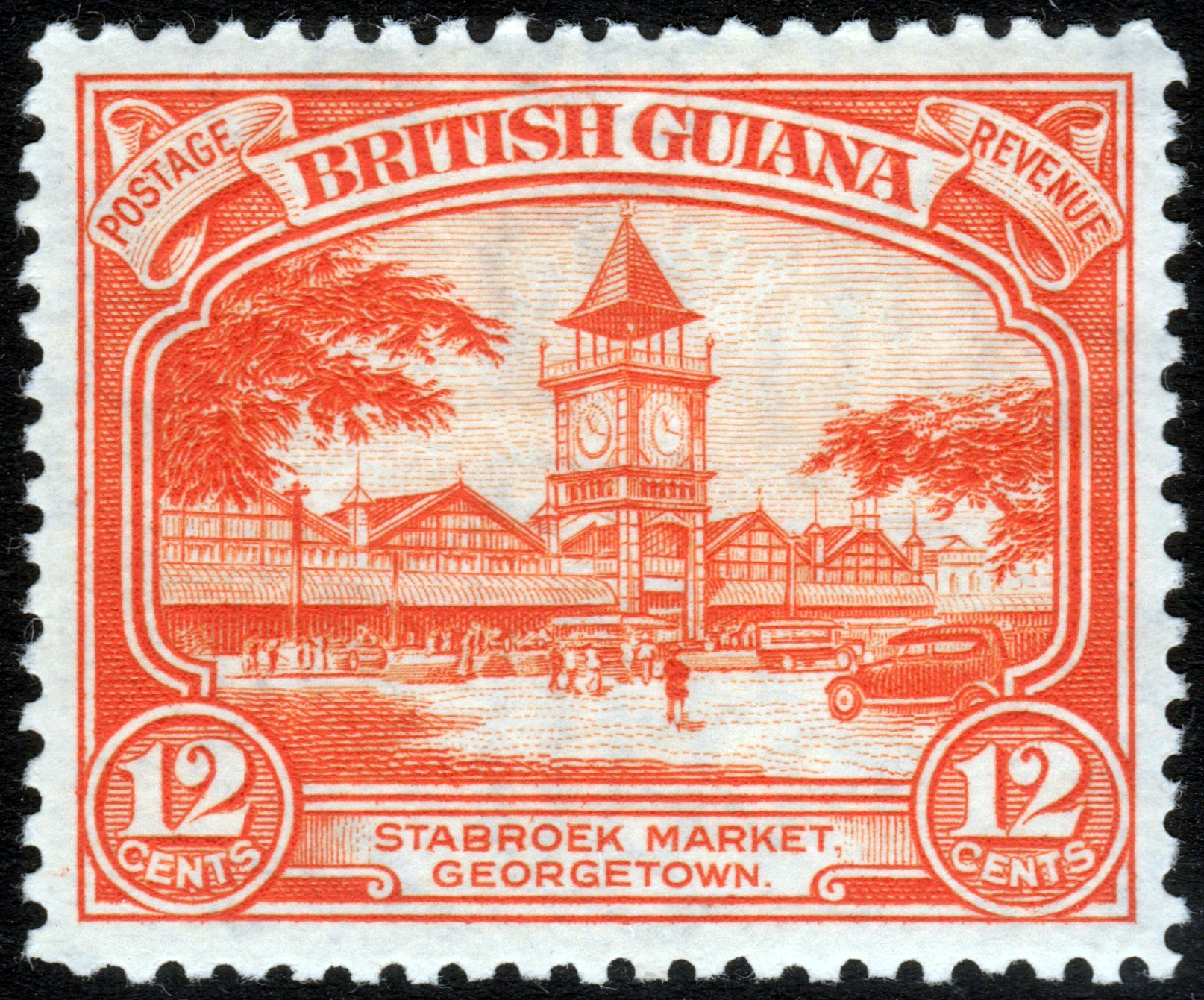
Стабрукський ринок на поштовій марці Британської Гвіани в 1934 році, дизайнером став Леонард Фрайер.

У 1842 році міська рада Джорджтауна визначила поточне розташування ринку на «Water Street», хоча той вже досить довго фактично функціонував на цій площі. Ринок був спроєктований і побудований компанією Edgemoor Iron Company з американського штату Делавер в період з 1880 по 1881 рік.
Будівництво залізної та сталевої конструкції ринку було завершено у 1881 році й, можливо, ринок є найстарішою спорудою, яка досі використовується у місті. Проєкт розроблений американським інженером Натаніелем Маккеєм, на ринку пропонувався широкий асортимент товарів для продажу. Ринок займає площу близько 7000 м². Хоча конкретний архітектурний стиль не визначений, залізна структура та велика вежа з годинником нагадують вікторіанську епоху Велико Британії.

## Ринок
Старбруцький ринок є найжвавішим місцем у місті, тут завжди вирує життя та активність. Центр збору для стоянки таксі та мікроавтобусів, а також для поромів, які перевозять людей та товари з усіх міст та сіл вздовж річки Демерара. Найбільший ринок Гаяни, де продається широкий спектр товарів від ювелірних виробів до одягу. Старбруцький ринок є однією з головних визначних пам'яток Джорджтауна та Гаяни.

## Злочинність
Старбруцький ринок, як правило, не є територією з високим рівнем злочинності, але грабежі трапляються іноді. У 2011 році в результаті вибуху гранати на ринку загинула одна людина і кілька інших зазнали поранень.